# Escut de Baden
L'escut de Baden deriva de l'armorial personal dels Marcgravis i Grans Ducs de Baden, els soberans del país. Després de la revolució i abolició del Gran Ducat el 1918, les armes i els grifs que fan de suports foren emprades per la nova república de Baden per tal de representar el país i el seu poble.
Baden entrà a formar part de la república de Weimar com a estat l'any següent a la revolució, començant una sèrie de canvis territorials i simbòlics després de la segona guerra mundial. Baden és avui part de l'estat federal de Baden-Württemberg, a Alemanya, on encara hom pot veure representat l'escut de Baden dins de l'actual escut de Baden-Württemberg.

## Història

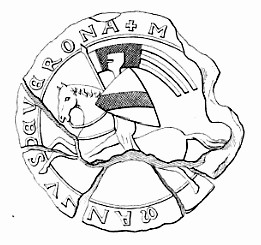
Segell de Germà V (ca. 1243)

La Casa de Baden és una branca menor de la Casa de Zähringen, relacionada amb els Hohenstaufen, fundada al segle XI per Germà I de Baden, Marcgravi de Verona i fill de Bertold I, Duc de Caríntia. Les armes dels Zähringen empren els mateixos colors que les dels Baden, tot i que els últims no fan servir l'àliga. La primera imatge de l'escut groc amb la faixa roja data de l'any 1243, però possiblement ja es trobava en ús amb anterioritat. L'armorial de Wijnbergen, compilat entre els anys 1265 i 1270, defineix les armes de "le margreue de badene" com "d'or à la bande de gueules". Els grifs que fan de suports van ser afegits més tard pel marcgravi Felip I de Baden l'any 1528.

## Galeria

Marcgraviat de Baden (ca. 1243-)
Electorat de Baden (1803-1806)
Gran Ducat de Baden (1803-1830)
Gran Ducat de Baden (1877-1918)
República de Baden (1918-1947)
Estat de Baden (1947-1952)